# 短頭花蛇鰻
短頭花蛇鰻，為輻鰭魚綱鰻鱺目糯鰻亞目蛇鰻科的其中一種，分布於西大西洋區，包括墨西哥灣、加勒比海至南美洲北部海域，棲息深度44-64公尺，體長可達102公分，棲息在水質清澈、海草生長的礁石區海域，為底棲性魚類，屬肉食性，以甲殼類為食。